# Эмековское сельское поселение
Эмековское сельское поселение — муниципальное образование (сельское поселение) в составе Волжского района Марий Эл Российской Федерации. Административный центр поселения — село Эмеково.

## История
Статус и границы сельского поселения установлены Законом Республики Марий Эл от 18 июня 2004 года № 15-З «О статусе, границах и составе муниципальных районов, городских округов в Республике Марий Эл».

## Численность населения поселения
| 2010  | 2011  | 2012  | 2013  | 2014  | 2015  | 2016  |
| ----- | ----- | ----- | ----- | ----- | ----- | ----- |
| 1943  | ↘1937 | ↘1890 | ↘1862 | ↘1835 | →1835 | ↘1818 |
| 2017  | 2018  | 2019  | 2020  | 2021  | 2023  |       |
| ↗1835 | ↗1839 | ↘1838 | ↘1814 | ↗2020 | ↘1988 |       |

## Состав сельского поселения
В состав сельского поселения входят 3 села, 1 хутор, 1 посёлок и 3 деревни:
| № | Населённый пункт | Тип населённого пункта       | Население |
| - | ---------------- | ---------------------------- | --------- |
| 1 | Алексеевское     | село                         | ↘46       |
| 2 | Болотная         | деревня                      | ↘104      |
| 3 | Елагино          | деревня                      | ↗48       |
| 4 | Краснознаменский | хутор                        | ↘2        |
| 5 | Моркиялы         | село                         | ↘178      |
| 6 | Челыкино         | деревня                      | ↘40       |
| 7 | Эмеково          | село, административный центр | ↗1504     |
| 8 | Яльчик           | посёлок                      | ↘5        |